# Столяров, Юрий Николаевич
Ю́рий Никола́евич Столяро́в (30 октября 1938, Рай-Семёновское Серпуховского района Московской области — 22 января 2024) — советский и российский учёный, специалист в области библиотековедения, документологии, книговедения, информатики. Доктор педагогических наук (1983), профессор (1984), главный научный сотрудник Научного центра исследований книжной культуры РАН.
Один из авторов «Большой российской энциклопедии». Член редакционных коллегий и редакционных советов профессиональных периодических изданий «Библиотека», «Библиотековедение», «Научные и технические библиотеки», «Книга. Исследования и материалы», «Школьная библиотека» и др. Инициатор создания секции «Библиотековедение, библиографоведение и книговедение» на ежегодной Международной конференции «Крым» и руководитель этой секции (с 1999). Член экспертного совета ВАК (с 1990). Председатель (МГУКИ, с 1980-х) и член (РГБ, с 2001) советов по защите диссертаций на соискание учёной степени доктора наук по специальности 05.25.03 «Библиотековедение, библиографоведение и книговедение». Член Учёных советов РГБ, ГПНТБ и др.
Подготовил 7 докторов и 39 кандидатов наук (с 1974).

## Основные научные результаты
- Библиотековедение: системное видение библиотеки как социального института; оформление библиотечного фондоведения в целостное частное библиотековедение; история библиотечного дела. Обосновал применимость структурно-функционального подхода к библиотеке как целостному документско-коммуникационному образованию, включающему в себя библиотечный фонд, контингент пользователей, библиотечный персонал и материально-техническую базу (т. н. «конверт Столярова»).

- Документология: создание всеобщей теории документа, продвижение идей П. Отле. Был инициатором перевода и издания избранных трудов Отле на русском языке[2].

- Внёс существенный вклад в развитие библиотечного образования и подготовку специалистов в области библиотековедения и библиографоведения. Разработал курсы «Библиотечный фонд», «Документология», «Документный ресурс», а также общетеоретическую часть единой научной специальности 05.25.03 «Библиотековедение, библиографоведение и книговедение».

- Книговедение: разработка предыстории книжной культуры.

- Информатика: рассмотрение сущности информации.

## Биография

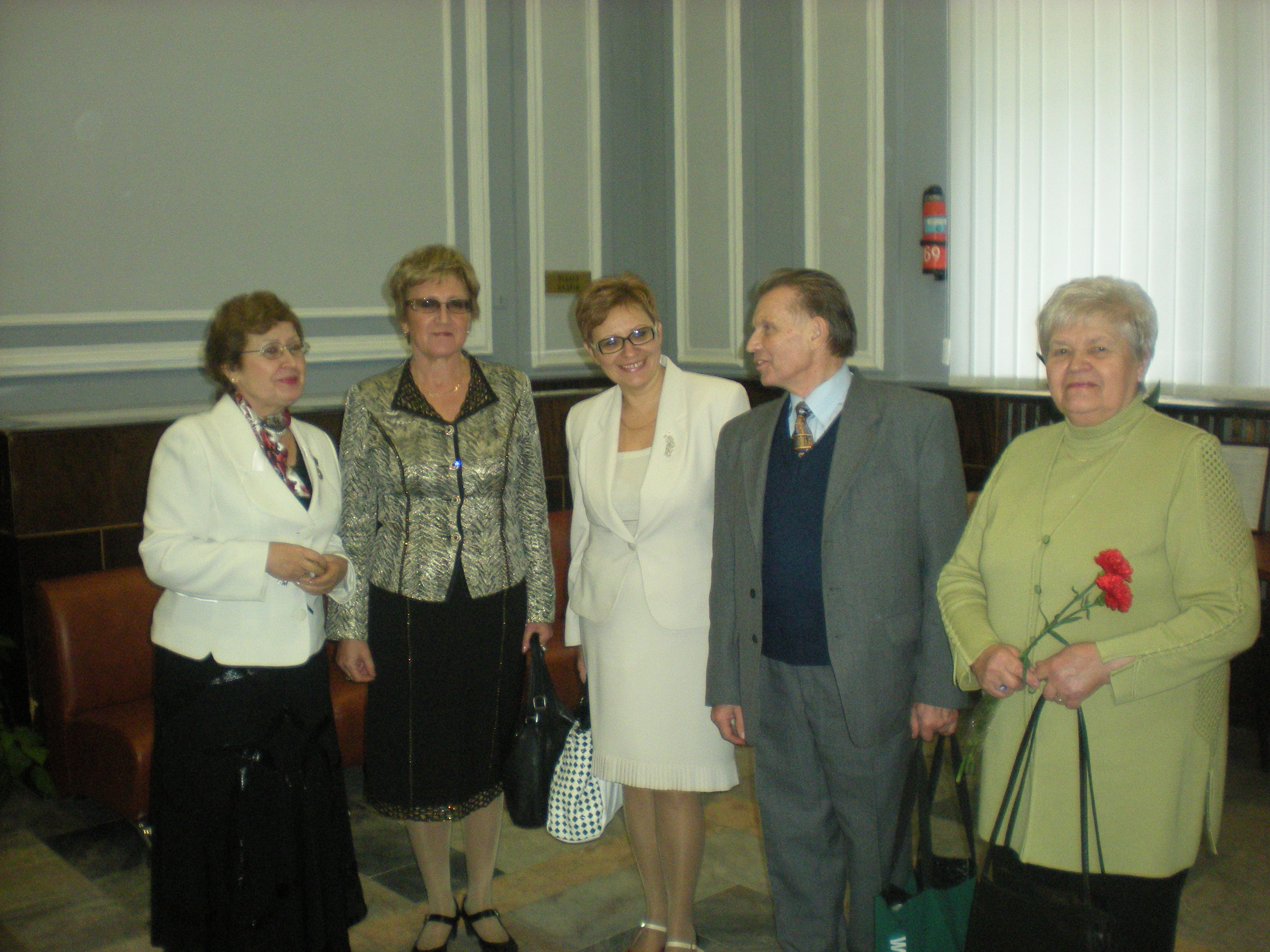
Юрий Столяров среди ведущих библиотечных работников Харькова. 2011 год

В 1956—1960 — студент МГБИ им. В. М. Молотова. С августа 1960 по октябрь 1962 — методист, главный библиограф Калужской областной библиотеки им. В. Г. Белинского. С октября 1962 по август 1964 — служил в Советской Армии (рядовой, младший лейтенант ВВС). С сентября 1964 по апрель 1965 — инструктор, зав. сектором отдела пропаганды и агитации Калужского областного комитета ВЛКСМ. В декабре 1964 поступил в заочную аспирантуру МГИК. В апреле 1965 — марте 1966 заведовал методическим отделом Калужской областной библиотеки им. В. Г. Белинского. В январе 1966 — октябре 1967 — внештатный секретарь Калужского областного комитета ВЛКСМ. С марта 1966 по июнь 1968 обучался в очной аспирантуре МГИК. В апреле 1968 защитил кандидатскую диссертацию на тему «Комплектование и использование книжных фондов массовых библиотек (Современное состояние и перспективы развития». В июне 1968 — январе 1970 — преподаватель кафедры библиотековедения МГИК. В январе 1970 — январе 1972 — старший преподаватель кафедры библиотековедения, в январе 1972 — октябре 1974 — и. о. доцента. В январе 1974 присвоено учёное звание доцента. С декабря 1972 по март 1977 — зам. декана вечернего факультета МГИК. В марте 1977 — августе 1978 — старший научный сотрудник МГИК. В августе 1978 — ноябре 1987 — проректор по научной работе МГИК. В ноябре 1982 защитил докторскую диссертацию на тему «Структурно-функциональный анализ библиотеки как системы — теоретико-методологическая основа повышения эффективности и качества библиотечного обслуживания». В августе 1983 утверждён в учёной степени доктора педагогических наук. С 1984 — профессор МГИК, заведующий кафедрой библиотечных фондов и каталогов, которая в 1994 была преобразована в кафедру документных ресурсов и документационного обеспечения. В 2007 перешёл на должность главного научного сотрудника в Научный центр исследований истории книжной культуры Российской академии наук. В 2013 этот Центр приобрёл статус научно-исследовательского института РАН с сохранением прежнего (немного уточнённого) наименования: Научный центр исследований книжной культуры (с подчинением Президиуму РАН).
Скончался 22 января 2024 года на 86-м году жизни.

## Награды и почётные звания
Заслуженный работник высшей школы Российской Федерации (1997). Действительный член МАИ (1993), президент (академик-секретарь) отделения «Библиотековедение» МАИ (с 1993). Действительный член Российской академии гуманитарных наук (с 1995). В 1988-96 — член постоянного комитета ИФЛА по библиотечному образованию и подготовке кадров.
Значок ЦК ВЛКСМ «За освоение новых земель» (1957). Медаль ордена "За заслуги перед Отечеством" II степени" (2007). Высшая международная медаль МАИ «За заслуги в развитии информационного общества» (2009), золотой орден «Служение искусству» благотворительного общественного движения «Добрые люди мира» и др.

## Научные труды
Автор или составитель около 800 трудов по проблемам общего библиотековедения, библиотечного фондоведения, подготовки библиотечных кадров, истории библиотечного дела, документологии, книговедения, информатики, культурологии.

### Монографии
- Столяров Ю. Н. С книгой по жизни. — Тула: Приокское. кн. изд-во, 1966. — 31 с.
- Столяров Ю. Н. Особенности комплектования книжных фондов массовых библиотек в условиях филиальной системы библиотечного обслуживания: Учеб. пособие / Моск. гос. ин-т культуры. — М., 1973. — 54 с.
- Столяров Ю. Н. Библиотечные фонды: Учебник для библиотечных фак-тов ин-тов культуры, пед. ин-тов и университетов / Соавт.: Е. П. Арефьева, В. И. Василенко, Т. А. Мистрюкова, А. М. Чукаев. — М.: Книга, 1979. — 296 с.
- Столяров Ю. Н. Партийность как основополагающий методологический принцип библиотековедения и библиотечного дела: Учеб. пособие / МГИК. — М., 1979. — 68 с.
- Столяров Ю. Н. Библиотека: структурно-функциональный подход. — М.: Книга, 1981. — 255 с.
- Столяров Ю. Н. Критерий оценки библиотечного обслуживания: Учеб. пособие / МГИК. — М., 1982. — 79 с.
- Столяров Ю. Н. Ю. В. Григорьев (1899—1973). — М.: Книжная палата, 1989. — 223 с.
- Столяров Ю. Н. Библиотечный фонд: Учебник для студентов библ. фак-тов ин-тов культуры, ун-тов и пед. вузов. — М.: Книжная палата, 1991. — 271 с.
- Столяров Ю. Н. Как сохранить библиотечные фонды. — М.: Либерея, 1995. — 127 с.: ил.
- Столяров Ю. Н. Сущность информации / Отделение «Библиотековедение» Междунар. акад. информатизации; Гос. публ. науч.-техн. б-ка России. — М., 2000. — 107 с.
- Столяров Ю. Н. Библиотековедение. Избранное. 1960—2000 годы. — М.: Пашков дом, 2001. — 554 с.
- Столяров Ю. Н. Документный ресурс: Учеб. пособие для студентов высш. учеб. заведений. — М.: Изд-во «Либерея», 2001. — 149 с.
- Столяров Ю. Н. Как сохранить библиотечный фонд. Секреты старого книгохранителя: Учебно-метод. пособие. — М.: ИПО Профиздат; Изд-во МГУКИ, 2001. — 254 с.: ил.
- Столяров Ю. Н. Библиотечный фонд правовой документации: Учебно-практическое пособие. — М.: Изд-во «Либерея», 2003. — 253 с.
- Столяров Ю. Н. Библиотечный фонд для детей: Учебное пособие / Ю. Н. Столяров, А. В. Маркина, Т. Н. Сомова, О. Р. Старовойтова; Под ред. Ю. Н. Столярова; Моск. гос. ун-т культуры и искусств; Орловский гос. ун-т искусств и культуры. — М.: Школьная б-ка, 2005. — 241 с.
- Столяров Ю. Н. Защита библиотечного фонда: Учебное пособие. — М.: ФАИР-ПРЕСС, 2006. — 501 с.
- Столяров Ю. Н. Библиотека в экстремальной ситуации: Учебно-практическое пособие / Моск. гос. ун-т культуры и искусств; Акад. переподготовки работников искусства, культуры и туризма; Отделение «Библиотековедение» Междунар. акад. информатизации. — М.: Бибком, 2007. — 463 с.: ил.
- Столяров Ю. Н. Библиотековедение, библиографоведение и книговедение как единая научная специальность: Полный курс лекций для аспирантов и соискателей по типовой программе кандидатского минимума. — Орёл, 2007. — 266 с.
- Столяров Ю. Н. Эволюция библиотечного фондоведения / Ю. Н. Столяров, Н. Н. Кушнаренко, А. А. Соляник; Под ред. Ю. Н. Столярова. — М.: Изд-во «ФАИР», 2007. — 688 с.: ил. — (Специальный издательский проект для библиотек).
- Столяров Ю. Н. Документный ресурс: учебное пособие для высших учебных заведений. — Москва: Либерея-Бибинформ, 2009. — 223 с. — Спец. серия «Профессиональный практикум».

### Большая Российская энциклопедия
- Библиотековедение : [арх. 3 января 2023] / Столяров Ю. Н. // «Банкетная кампания» 1904 — Большой Иргиз [Электронный ресурс]. — 2005. — С. 462. — (Большая российская энциклопедия : [в 35 т.] / гл. ред. Ю. С. Осипов ; 2004—2017, т. 3). — ISBN 5-85270-331-1.
- Библиотека : [арх. 3 января 2023] / Столяров Ю. Н. // «Банкетная кампания» 1904 — Большой Иргиз [Электронный ресурс]. — 2005. — С. 455—458. — (Большая российская энциклопедия : [в 35 т.] / гл. ред. Ю. С. Осипов ; 2004—2017, т. 3). — ISBN 5-85270-331-1.

### Статьи
- Столяров Ю. Н. Библиотека — двухконтурная система // Науч. и техн. б-ки. — М., 2002. — № 11.
- Столяров Ю. Н. Сущностные функции библиотеки: Актуальность и значимость проблемы // Школьная б-ка. — М., 2003. — № 3.
- Столяров Ю. Н. Книжные издания по библиотечному фондоведению последнего тридцатилетия: аналитический обзор  // Науч. и техн. б-ки. — М., 2010. — № 8.
- Столяров Ю. Н. Исходные положения теории функционирования библиотечного фонда // Науч. и техн. б-ки. — М., 2010. — № 9.
- Столяров Ю. Н. Документ: инвариантная и вариативная компоненты дефиниции // Науч. и техн. б-ки. — М., 2010. — № 11.
- Столяров Ю. Н. Закон адекватности библиотечного фонда условиям внешней и внутренней среды // Науч. и техн. б-ки. — М., 2010. — № 12.
- Столяров Ю. Н. Селективность — общий принцип функционирования библиотечного фонда // Науч. и техн. б-ки. — М., 2011. — № 2.
- Столяров Ю. Н. Производные принципы функционирования библиотечного фонда // Науч. и техн. б-ки. — М., 2011. — № 4.
- Столяров Ю. Н. «Документальная информация» в государственной Номенклатуре специальностей научных работников. Статья первая. Введение в проблему  // Науч. и техн. б-ки. — М., 2011. — № 11.
- Столяров Ю. Н. «Документальная информация» в государственной Номенклатуре специальностей научных работников. Статья вторая. Обострение ситуации // Науч. и техн. б-ки. — М., 2012. — № 1.
- Столяров Ю. Н. «Документальная информация» в государственной Номенклатуре специальностей научных работников. Статья третья. Оптимистические предложения // Науч. и техн. б-ки. — М., 2012. — № 3.
- Столяров Ю. Н. Библиотековед международного уровня [В. П. Леонов] // Библиотечное дело. — СПб., 2012. — № 17. — С. 16-17.
- Столяров Ю. Н. Библиотечный романтик (Открытое письмо В. П. Леонову) // Науч. и техн. б-ки. — М., 2012. — № 9. — С. 48-50.
- Столяров Ю. Н. Библиотечный рыцарь без страха и упрёка / «Жизнь прекрасна…» Вспоминая Владимира Николаевича Зайцева / Рос. национальная б-ка; Рос. библ. ассоциация. — СПб., 2012. — С. 119—121.
- Столяров Ю. Н. Восьмые международные книговедческие чтения в Минске // Книга. Исследования и материалы. — М.: Наука, 2012. — Сб. 98-99. — С. 196—198.
- Столяров Ю. Н. Лидер электронного библиотековедения [К 60-летию Я. Л. Шрайберга] // Науч. и техн. б-ки. — М., 2012. — № 8. — С. 68 78.
- Столяров Ю. Н. Материальный носитель информации (МНИ) продукта деятельности с закреплённой информацией (ПДЗИ) сильнее! // Бібліотекознавство. Документознавство. Інформологія.- Киев, 2012. — № 3-4.- С. 102—104.
- Столяров Ю. Н. Методологические проблемы книговедения (Отклик на статью К. М. Сухорукова «Вместе или порознь: о теории и практике книговедения») // Книга. Исследования и материалы. — М. : Наука, 2012. — Сб. 98-99. — С. 30-48.
- Столяров Ю. Н. Научно-практическая конференция, посвящённая 125-летию Харьковской библиотеки им. В. Г. Короленко // Книга. Исслед. и материалы. — М. : Наука; Фонд «Книжная культура», 2012. — Сб. 95. — C. 157—160.
- Столяров Ю. Н. Некорректная трактовка документирования и документа: реплика по поводу книги Н. Б. Зиновьевой «Теория документирования» и посвящённой ей статьи Г. Н. Швецовой-Водки «Оригинальная трактовка документирования и документа» // Науч. и техн. б-ки. — М., 2012. — № 7. — С. 26-27.
- Столяров Ю. Н. Нонэлектронный документ: правомерность термина // Науч. и техн. б-ки. — М., 2012. — № 9. — С. 38-43.
- Столяров Ю. Н. [Предположение М. В. Ломоносова о моменте возникновения славянской письменности. — В ст.: Николенко А. В. «Круглый стол», посвящённый 300-летию со дня рождения М. В. Ломоносова / А. В. Николенко // Книга. Исследования и материалы. — М. : Наука; Фонд «Книжная культура», 2012. — С. 166.]
- Столяров Ю. Н. Предыстория Института книги, документа и письма АН СССР // Фёдоровские чтения. 2011 / Сост. : М. А. Ермолаева, Д. Н. Бакун; отв. ред. В. И. Васильев; Науч. совет РАН «История мировой культуры» ; Отделение историко-филол. наук РАН ; Науч. центр исслед. истории книжной культуры. — М.: Наука, 2012. — С. 431—436.
- Столяров Ю. Н. Ю. В. Григорьев — деятель книги // Книжная культура. Опыт прошлого и проблемы современности. К 285-летию основания Академической типографии в России: материалы V Междунар. науч. конф. (Москва, 24 26 октября 2012 г.) / В 2-х ч. — М.: Наука, 2012. — Ч. 2. Чтения имени Н. М. Сикорского. — С. 70-74.
- Столяров Ю. Н. Юбилейное заседание Общетеоретической секции [в Судаке] // Науч. и техн. б-ки. — М., 2012. — № 2. — С. 5-14.
- Столяров Ю. Н. Сказка — дверь в большой мир: Советы взрослым о воспитании у детей культуры чтения сказок / Ю. Н. Столяров. — М.: Русская школьная библиотечная ассоциация, 2012. — 224 с.
- Столяров Ю. Н. Документология: учебное пособие / Ю. Н. Столяров; Московский государственный университет культуры и искусств; Орловский государственный институт искусств и культуры. — Орёл: Горизонт, 2013. — 370 с.
- Столяров Ю. Н. Библиогуманизм и технократизм: сближение позиций (к полемике о стратегии библиотечного образования) / Ю. Н. Столяров // Вісник Харк. держ. акад. культури : зб. наук. пр. — Харків, 2013. — Вип. 40. — С. 24-31.
- Столяров Ю. Н. Вводное слово. Исследование глубинных основ мотивации молодёжи к библиотечной работе / Ю. Н. Столяров // Захаренко М. П. Молодые кадры современной библиотеки: организационно-управленческий подход : научно-практическое пособие / М[арина] П[авловна] Захаренко. — СПб.: Профессия, 2013. — С. 5-8.
- Столяров Ю. Н. Онтология документа: дополнительные пояснения // Науч. и техн. информация. — 2013. № 2. — Сер. 1. — С. 8-13.
- Столяров Ю. Н. Работа секции «Библиотековедение, библиографоведение и книговедение» на конференции «Крым 2012»: аналитический обзор // Науч. и техн. б ки. — М., 2013. — № 1. — С. 50-64.
- Столяров Ю. Н. Путешествие Корана Османа // Исламский женский журнал «Мусульманка». — 2013. — 19 февраля.

- Столяров Ю.Н. Библиотека- как гуманистический оплот нации, цифровизация - всего лишь вспомогательное средство библиотекаря / Столяров, Юрий Николаевич, Автор // Школьная библиотека.- №2 .- 2024 (Февраль). - С. 5 - 7; фотоил.- Библиография: с. 7 (13 названий)

## Редактор
- Справочник школьного библиотекаря / О. Р. Старовойтова, С. М. Плескачевская; Т. Д. Жукова; Под ред. Ю. Н. Столярова. — М.: Школьная библиотека, 2006. — 448 с.
- Зупарова Л. Б. Аналитико-синтетическая переработка информации: Учебник / Л. Б. Зупарова, Т. А. Зайцева; под ред. Ю. Н. Столярова. — М.: «Издательство ФАИР», 2007. — 400 с. — (Специальный издательский проект для библиотек).
- Библиотековедение, библиографоведение и книговедение как единая научная специальность: Хрестоматия для аспирантов и соискателей / [Сост.] Ю. Н. Столяров; Орловский гос. ин-т искусств и культуры. — Орёл, 2010. — Ч. 1. — 329 с.; Ч. 2. — 314 с.
- Библиотекарь: выбор профессии: мастер-класс профессора Ю. Н. Столярова. — М.: Либерея-Бибинформ, 2010. — 175 с. — [Редактор-составитель сборника].